# Nazionale maschile under 20 di calcio a 5 della Colombia
La nazionale di calcio a 5 della Colombia Under-20 è la rappresentativa di Calcio a 5 Under-20 della Colombia ed è posta sotto l'egida della Federación Colombiana de Fútbol.
La nazionale colombiana ha partecipato a tutte le edizioni del Sudamericano de Futsal Sub-20 organizzando l'edizione 2008 dove ha anche ottenuto il suo miglior piazzamento con il quarto posto dopo la sconfitta nella finalina ad opera del Venezuela. Nelle precedenti due edizioni ha collezionato due eliminazioni al primo turno, ottenendo il primo successo in una manifestazione internazionale nel 2004 contro l'Ecuador per 4-2.

## Partecipazioni al Sudamericano de Futsal Sub-20
- 2004:  Primo turno
- 2006:  Primo turno
- 2008:  Quarto posto
- 2010:  Vicecampione (battuta dal Brasile 4-2)
- 2013:  Vicecampione (battuta dal Brasile 1-0)
- 2014:  Vicecampione (battuta dal Brasile 2-1)